# Euro (Australia)
Euro è una città fantasma australiana, situata nello Stato dell'Australia Occidentale, nella Contea di Leonora. La città è a 967 km da Perth. La cittadina prende il nome da una specie di canguro, il Macropus robustus chiamato comunemente euro. La nascita e il successivo abbandono della città sono collegate alle miniere d'oro della zona, scoperte nel 1900.